# The Cowboy Millionaire (film, 1909)
Pour les articles homonymes, voir The Cowboy Millionaire.
Pour plus de détails, voir Fiche technique et Distribution.
The Cowboy Millionaire est un film muet américain réalisé par Francis Boggs et Otis Turner, sorti en 1909.

## Synopsis
Un cow-boy de l'Idaho reçoit une lettre de Chicago lui annonçant que son oncle est mort en lui laissant une fortune de plusieurs millions de dollars...

## Fiche technique
- Titre : The Cowboy Millionaire
- Réalisation : Francis Boggs et Otis Turner
- Production : William Selig
- Dates de sortie : 
  -  États-Unis : 21 octobre 1909

## Distribution
- Mac Barnes
- William Garwood
- Adrienne Kroell
- Tom Mix
- William Stowell
- Carl Winterhoff